# Усанова Дар'я Сергіївна
Усанова Дар'я Сергіївна (6 вересня 1989) — казахська біатлоністка, учасниця Чемпіонатів світу та етапів Кубка світу з біатлону.

## Виступи на чемпіонатах світу
| Рік  | Місце проведення     | Інд | Спр | Пр | МС | Ест | ЗМ |
| 2012 | Рупольдінг           | 81  | 68  |    |    | LPD | 20 |
| 2013 | Нове Место-на-Мораві | 69  | 56  | 54 |    | 14  | 18 |

## Кар'єра в Кубку світу
- Дебют в кубку світу — 26 листопада 2011 року в спринті в Естерсунді — 35 місце.
- Перше попадання в залікову зону — 26 листопада 2011 року в спринті в Естерсунді — 35 місце.

## Загальний залік Кубку світу
- 2011–2012 — 87-е місце (6 балів)
- 2012–2013 — 58-е місце (69 балів)

## Статистика стрільби
| № п/п | Сезон     | Загальна        | Індивідуальна гонка | Спринт        | Гонка переслідування | Мас-старт     | Естафета      |
| ----- | --------- | --------------- | ------------------- | ------------- | -------------------- | ------------- | ------------- |
| 1     | 2011-2012 | 60,8% (107/176) | 62,5% (25/40)       | 64,0% (32/50) | 60,0% (24/40)        | 0,0% (0/0)    | 56,5% (26/46) |
| 2     | 2012-2013 | 61,5% (200/325) | 66,7% (40/60)       | 62,5% (50/80) | 63,8% (51/80)        | 50,0% (10/20) | 57,6% (49/85) |